# Лось (платформа)
Лось — остановочный пункт Ярославского направления Московской железной дороги в городе Москве.

## Описание
Открыт в 1929 году, тогда же электрифицирован в составе участка Москва — Мытищи. Платформа построена для бывшего дачного посёлка Джамгаровка, входившего на тот момент в состав города Лосиноостровска. С восточной стороны от платформы находилась деревня Малые Мытищи вдоль реки Ички, на месте нынешней Холмогорской улицы. В 1960 году платформа оказалась в черте города Москвы.
Последний остановочный пункт на Ярославском направлении в Москве, примерно в семистах метрах к северу находится МКАД. Расстояние от Ярославского вокзала 13 км, среднее время движения 22 минуты.
Выход к Анадырскому и Югорскому проезду. Территориально находится в Северо-Восточном административном округе, между Ярославским районом на востоке и Лосиноостровским на западе.
В 1967 году вышла книжка детских стихов Юрия Коваля совместно с художником Юрием Молокановым под названием «Станция „Лось”», в которой есть одноимённое стихотворение.

## Платформы и пути
Пять железнодорожных электрифицированных путей: три для пригородных поездов (I, II, III), два (IV, V) предназначены для движения дальнего пригорода, скорых, скоростных и грузовых поездов, обходят платформы по насыпи с восточной стороны, где также имеется ответвление к грузовой части станции Лосиноостровская. В восьмидесяти метрах к северу от станции есть небольшой длиной около 80 метров железнодорожный путепровод (тоннель) под двумя скоростными путями того же направления. На этом участке происходит перемещение скоростных путей Ярославского направления в пространство между путями для поездов пригородного сообщения. В двухстах пятидесяти метрах к северу от станции, между Стартовой и Холмогорской улицами, существует оборудованный пешеходный переход через пути. С северной стороны станции под насыпью скоростных железнодорожных путей для выхода на Югорский проезд существует переход, а для перехода через пути и выхода к Анадырскому проезду действует пешеходный путепровод.
Платформы для пригородных поездов находятся только по I, II, III путям. Всего две платформы:
- № 1 боковая западная у I пути из области, реконструированная в 2003—2004 годах;
- № 2 островная восточная (построена в 2020 году) для центрального III пути (движение в обе стороны) и восточного II пути в область.

Платформы оборудованы навесами и турникетами. Кассы на обеих платформах, в том числе и специализированные перронные кассы.
До 3 марта 2018 года остановка поездов в сторону области осуществлялась на боковой платформе № 2 (позже демонтированной для прокладки нового пути), с 4 марта 2018 года по 22 августа 2020 года — на временной деревянной платформе, с 23 августа 2020 года — на новой островной платформе № 2, перенесённой ближе к центру Москвы. С 24 февраля 2021 года электропоезда, следующие по 3 пути, также останавливаются для посадки и высадки пассажиров у платформы № 2.
Остановочный пункт находится частично в границах станции Лосиноостровская по I, III путям, так как между платформами и МКАД построен стрелочный съезд на этих путях. На II пути перегон. До реконструкции со строительством пятого главного пути, который у данного о.п. стал путём III, о.п. был полностью на перегоне (оба I, II пути).
| Путь | Тип поезда   | Место назначения                               | примечания |
| ---- | ------------ | ---------------------------------------------- | ---------- |
| 1    | Электропоезд | На Ярославский вокзал                          |            |
| 2    | Электропоезд | На Мытищи, Балакирево, Фрязево и Фрязино-Пасс. |            |

## Фото

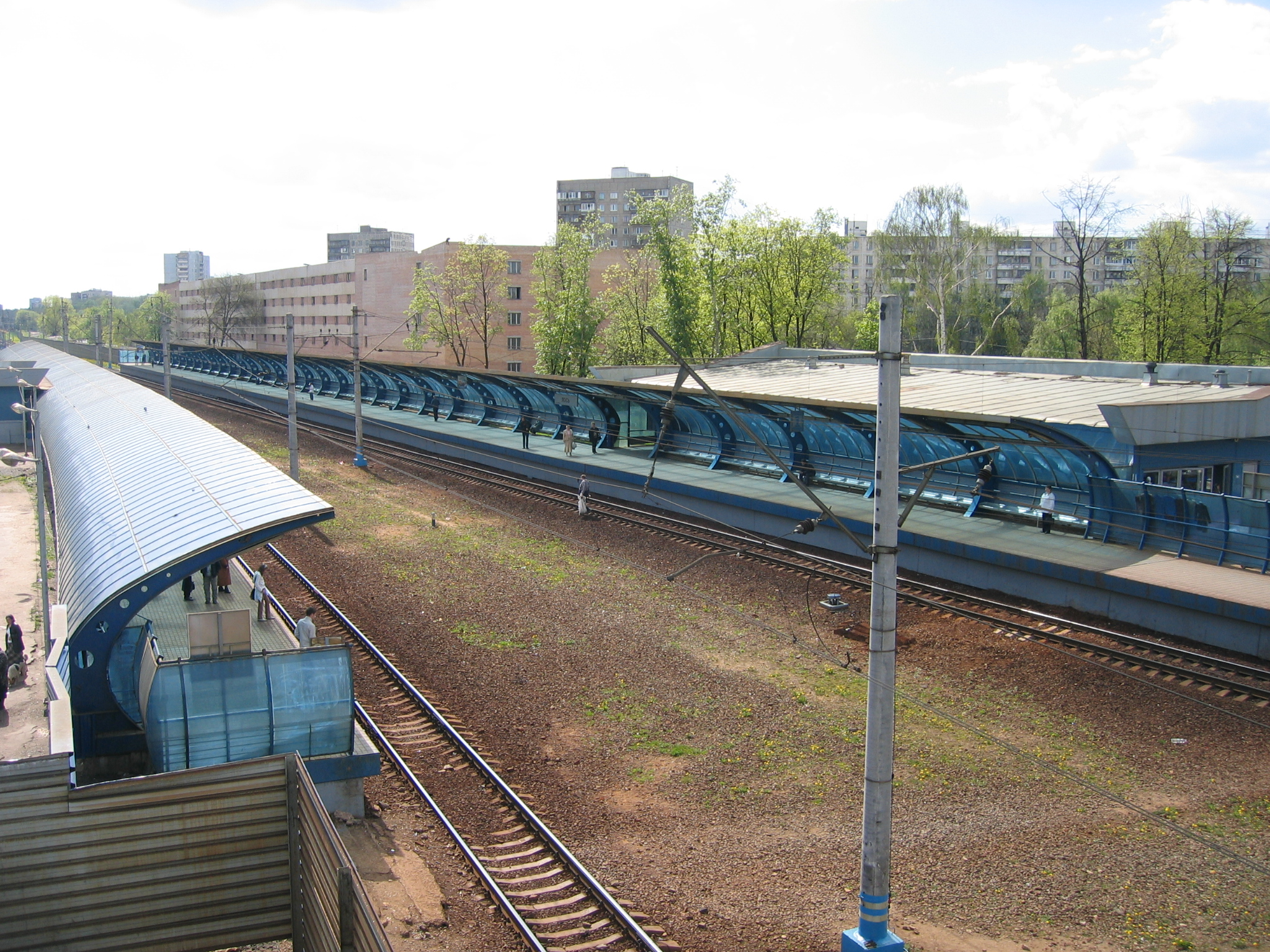
Вид на платформы с пешеходного моста, 2007 год.
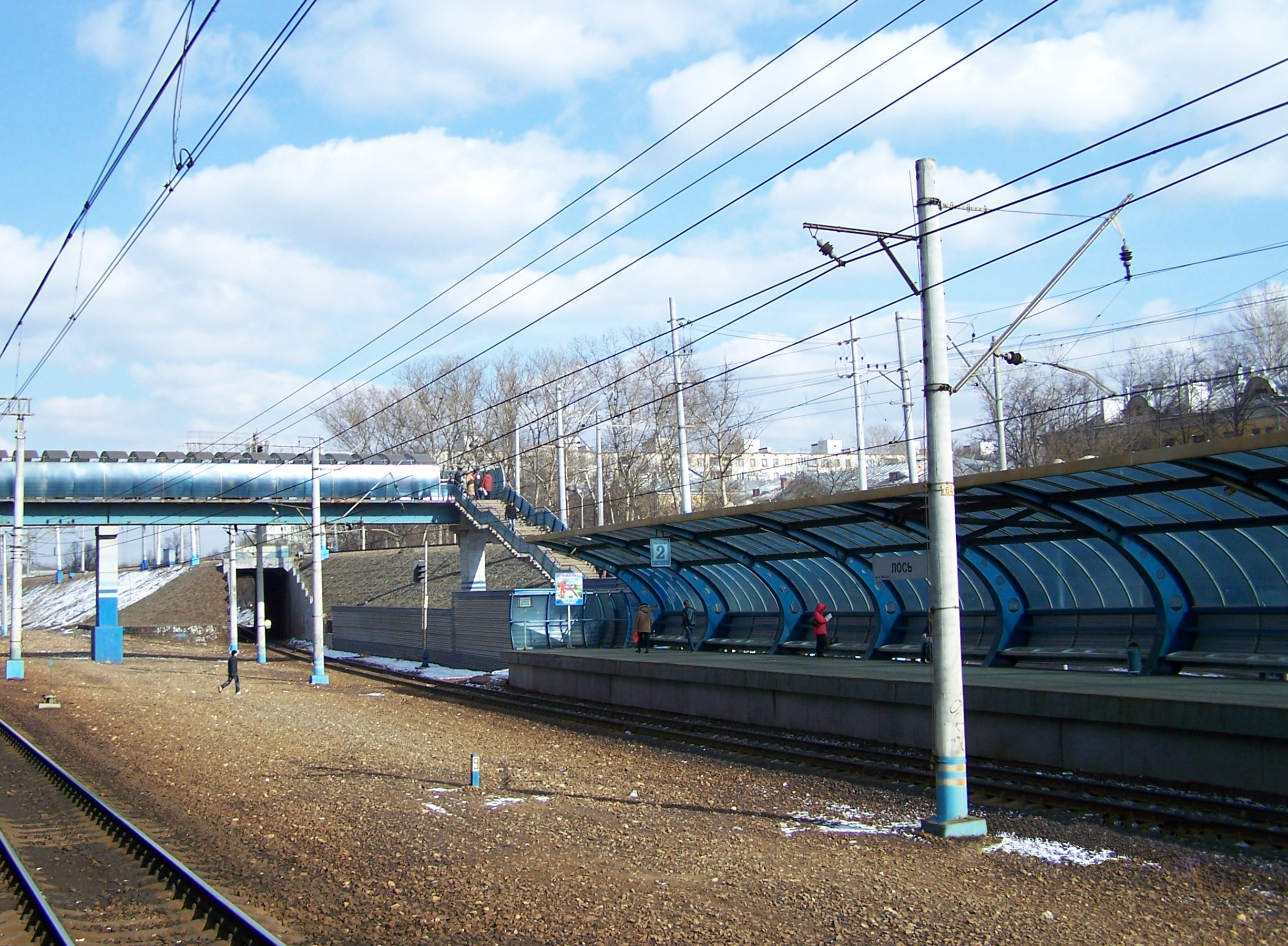
Старая восточная платформа, 2008 год. Закрыта с 4 марта 2018 года, напротив неё возведена временная деревянная платформа, на заднем плане виден путепровод.
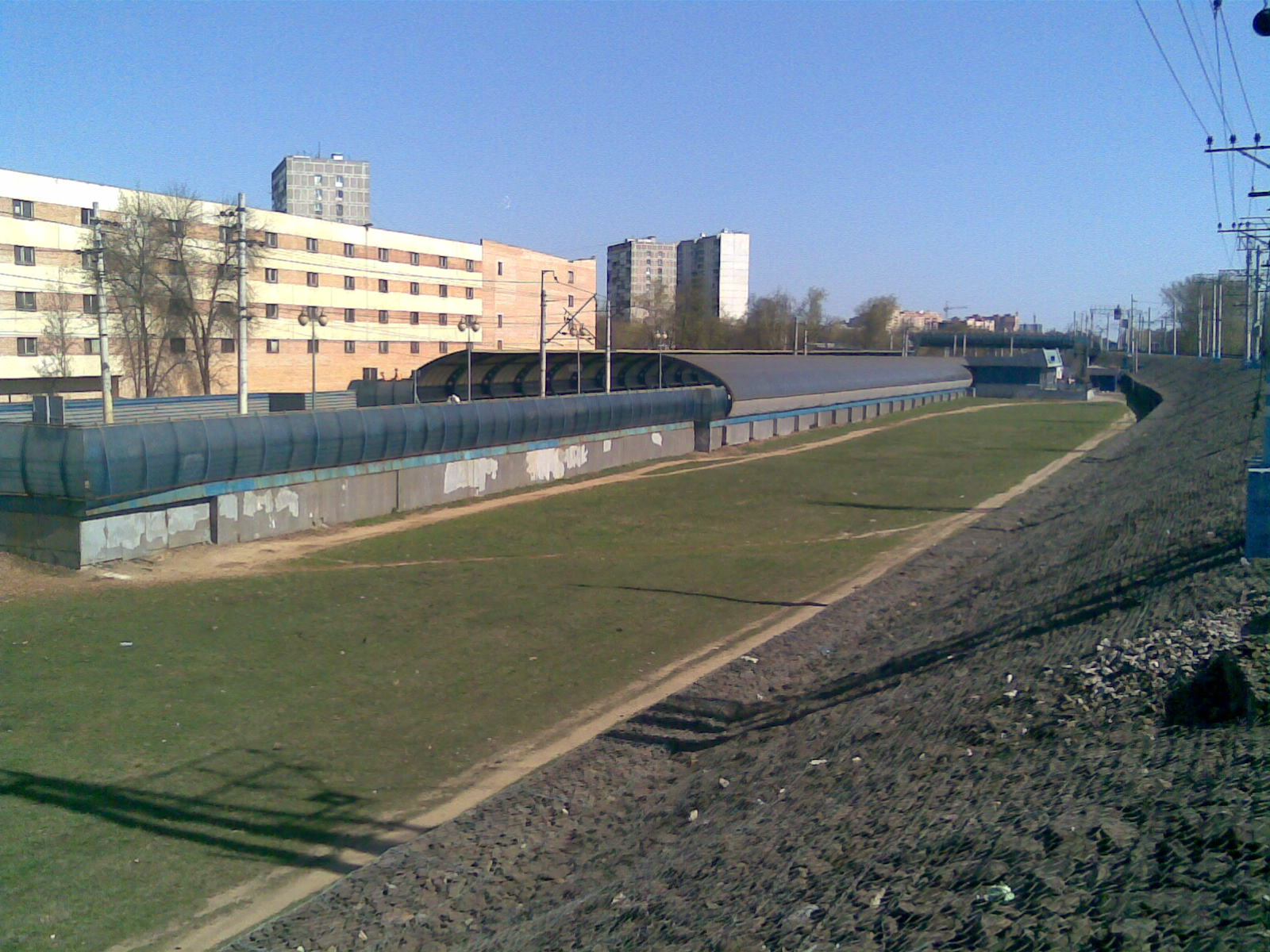
Вид с насыпи, 2009 год.
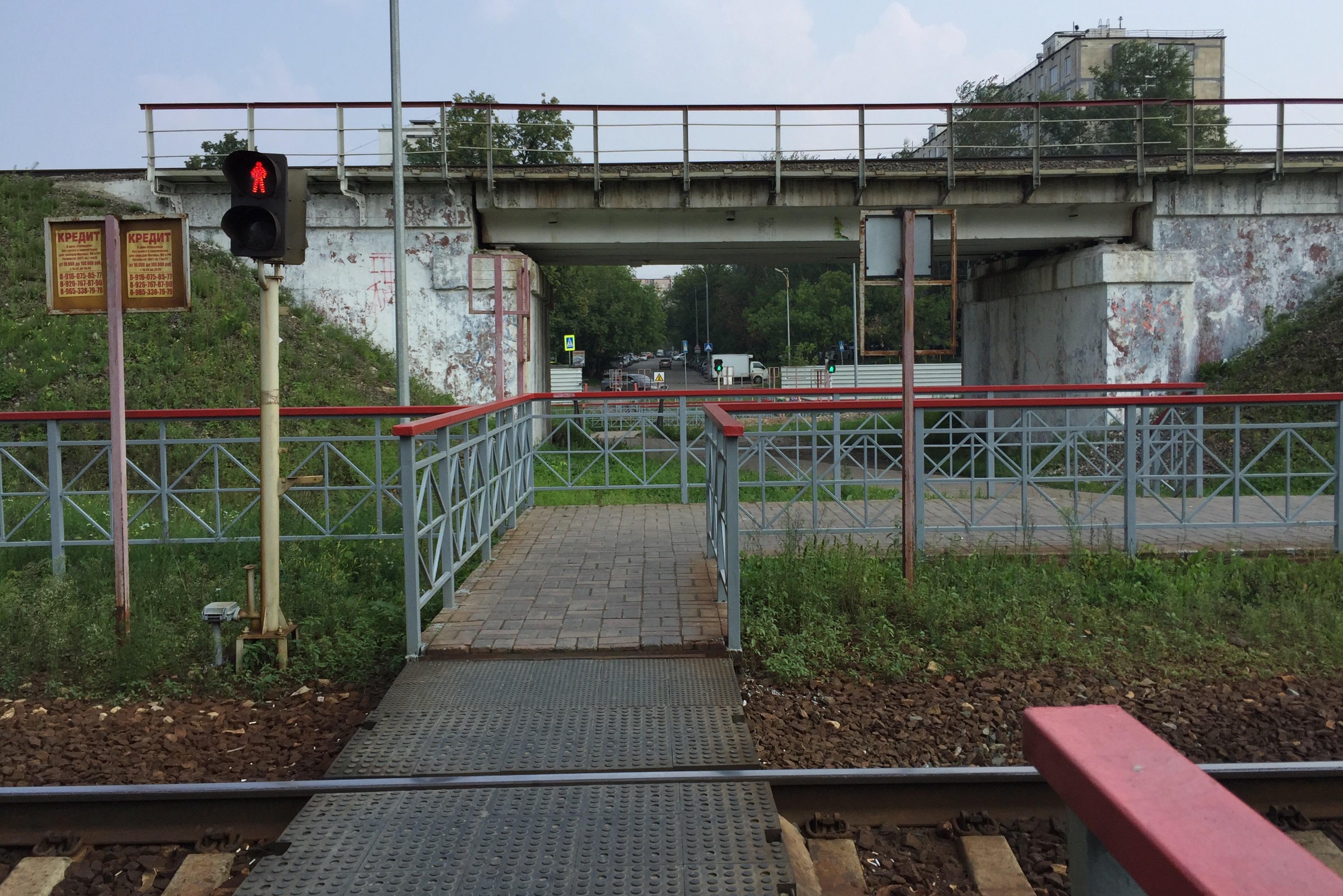
Пешеходный переход близ платформы через пути Ярославского направления, соединяющий Стартовую и Холмогорскую улицу.

## Наземный общественный транспорт
На этой станции можно пересесть на следующие маршруты городского пассажирского транспорта:
- Автобусы: м44, м44к, с15, 50, 176, 181, 183, 346, 375, 518, 605, 696